# Blucom
Blucom war eine von der Astra Platform Services (APS), einer Tochterfirma von SES Astra, entwickelte und vertriebene Technik zur Übertragung von Metadaten über DVB(-S) und deren Weiterleitung vom Empfangsgerät an bis zu sieben Mobiltelefone über Bluetooth. Die Darstellung der Daten erfolgte allein in einem proprietären, kostenpflichtigen Browser auf den Handgeräten, die über den GSM-Kurznachrichten- oder GPR-Dienst eine Rückkanalfähigkeit (Blucom interactive) erhielten. Zusätzlich konnten Inhalte auch über das Internet abgerufen werden.
Anwendungen für Blucom waren statische Programmhinweise und -zusatzinformationen, Schlagzeilen (Wetter, Lotto, Sport) sowie interaktive Dienste wie Fernabstimmungen, Quizteilnahme und Shopping. Musiksender sollten bspw. die (kostenpflichtige) Bezugsmöglichkeit des aktuell gespielten Titels als Klingelton oder Audiodatei übermitteln können.
Der Marktstart in Deutschland erfolgte im Mai 2006. Ab Oktober 2006 war eine einzige kompatible Set-Top-Box am Markt verfügbar, die BLU FOX-S von Humax. Astra versuchte ab 2007, Blucom zusammen mit der Einführung der 2009 gescheiterten Digitalfernsehplattform Entavio zu vermarkten.
Blucom wurde 2009 eingestellt.

## Ehemalige Sender mit Blucom-Funktionen
Stand: Juni 2008

### TV-Sender
RTL, ProSieben, Sat.1, N24, MTV, VIVA, 1-2-3.tv, Astro TV, Deluxe Music, iMusic1, lastminute tv, HSE24 und tv.gusto.

### Radio-Sender
2255 Live